# Kınalıtepe, Viranşehir
Kınalıtepe là một xã thuộc huyện Viranşehir, tỉnh Şanlıurfa, Thổ Nhĩ Kỳ. Dân số thời điểm năm 2011 là 2.887 người.